# Gordon Sweetzer
Gordon Eric Peter Sweetzer (Toronto, 27 gennaio 1957) è un allenatore di calcio ed ex calciatore canadese, di ruolo attaccante.

## Biografia
I suoi fratelli minori Billy e Jimmy hanno a loro volta avuto delle carriere da calciatori professionisti, giocando per alcuni anni nelle serie minori inglesi (e, nel caso di Billy, anche nella NASL).

## Carriera

### Giocatore

#### Club
Dopo aver giocato nelle giovanili del QPR, tra il 1975 ed il 1978 ha giocato con il Brentford, trascorrendovi un triennio nella quarta divisione inglese con un bilancio totale di 72 presenze e 40 reti in partite di campionato (particolarmente degna di nota è la stagione 1976-1977, in cui realizza 23 reti in sole 27 presenze), contribuendo anche ad una promozione in terza divisione conquistata nella stagione 1977-1978, gli ultimi mesi della quale gioca in realtà nel Cambridge Utd, club con cui mette a segno 3 reti in 9 partite nella terza divisione inglese.
Nel 1980, dopo un anno e mezzo ai margini della rosa del Cambridge United a causa di vari infortuni, va a giocare nella NASL, campionato in cui gioca per un biennio con i Toronto Blizzard, con la cui maglia mette a segno 9 reti in 41 partite di campionato. Dopo un breve ritorno al Brentford (9 presenze ed una rete) ed un'ulteriore parentesi nella NASL con gli Edmonton Drillers (12 presenze e 2 reti) si ritira nel 1982, all'età di 25 anni.

#### Nazionale
Nel 1981 ha giocato 3 partite nella nazionale canadese.

### Allenatore
Dal novembre del 1990 al giugno del 1991 ha allenato i semiprofessionisti inglesi dello Staines Town, in Isthmian League (sesta divisione).